# Fabien Laurent
Pas d'image ? Cliquez ici

a Compétitions nationales et continentales officielles uniquement.

b Matchs officiels uniquement.
Dernière mise à jour le 26 mai 2011.
Fabien Laurent, né le 20 juillet 1984 à Séoul, est un joueur de rugby à XV français qui évolue au poste de troisième ligne aile. Il joue avec le CA Brive depuis 2013.

## Carrière
- 2004-2006 : CA Brive
- 2006-2009 : Lyon OU
- 2009-2013 : US Oyonnax
- 2013 - 2015 : CA Brive
- 2015-2016 : US Souillac

## Palmarès
- Finaliste de Coupe Frantz Reichel : 2003[3]

- Champion de France de Pro D2 2013

## Statistiques en sélections nationales
- Équipe de France de rugby à sept (participation au tournoi de Paris / Londres en 2006)
- Équipe de France des moins de 21 ans : 1 sélection en 2005 (Italie)
- Équipe de France des moins de 19 ans :
  - Participation au championnat du monde 2003 en France : 3 sélections, 1 essai (pays de Galles, Afrique du Sud, Argentine)
  - 4 sélections en 2002-2003
- Équipe de France Universitaire : 2 sélections en 2005 (Angleterre 2)